# Miobatràquids
Els miobatràquids (Myobatrachidae) són una família de granotes que es troben a Austràlia i Nova Guinea.

## Taxonomia
Aquesta família se subdivideix en 3 subfamílies amb els seus respectius gèneres:
| Subfamílies     | Espècies | Nom comú | Nom binomial                         |
| --------------- | -------- | -------- | ------------------------------------ |
| Limnodynastinae | 1        |          | Adelotus (Ogilby, 1907)              |
| Limnodynastinae | 6        |          | Heleioporus (Gray, 1841)             |
| Limnodynastinae | 4        |          | Lechriodus (Boulenger, 1882)         |
| Limnodynastinae | 11       |          | Limnodynastes (Fitzinger, 1843)      |
| Limnodynastinae | 10       |          | Neobatrachus (Peters, 1863)          |
| Limnodynastinae | 4        |          | Notaden (Günther, 1873)              |
| Limnodynastinae | 2        |          | Opisthodon (Steindachner, 1867)      |
| Limnodynastinae | 6        |          | Philoria (Spencer, 1901)             |
| Myobatrachinae  | 1        |          | Arenophryne (Tyler, 1976)            |
| Myobatrachinae  | 1        |          | Assa (Tyler, 1972)                   |
| Myobatrachinae  | 15       |          | Crinia (Tschudi, 1838)               |
| Myobatrachinae  | 7        |          | Geocrinia (Blake, 1973)              |
| Myobatrachinae  | 1        |          | Metacrinia (Parker, 1940)            |
| Myobatrachinae  | 8        |          | Mixophyes (Günther, 1864)            |
| Myobatrachinae  | 1        |          | Myobatrachus (Schlegel a Gray, 1850) |
| Myobatrachinae  | 1        |          | Paracrinia (Heyer & Liem, 1976)      |
| Myobatrachinae  | 13       |          | Pseudophryne (Fitzinger, 1843)       |
| Myobatrachinae  | 1        |          | Spicospina (Roberts et. al., 1997)   |
| Myobatrachinae  | 6        |          | Taudactylus (Straughan & Lee, 1966)  |
| Myobatrachinae  | 25       |          | Uperoleia (Gray, 1841)               |
| Rheobatrachinae | 2        |          | Rheobatrachus (Liem, 1973)           |